# Akiko Noma
Akiko Noma (japanska: ノマアキコ?, Noma Akiko), född 13 februari 1980 i Kagoshima, är en japansk musiker. Hon var medlem i GO!GO!7188 och spelar främst elbas.